# Sejmtsjan (Kolyma)
De Sejmtsjan (Russisch: Сеймчан) is een rivier in het district Srednekanski van de Russische oblast Magadan. 

## Gegevens
De rivier ontstaat door de samenstroming van de Linker-Sejmtsjan (Левый Сеймчан; Levy Sejmtsjan) en de Rechter-Sejmtsjan (Правый Сеймчан; Pravy Sejmtsjan). De belangrijkste zijrivieren zijn de Medvezja (64 km) en de Berina (97 km). De Sejmtsjan mondt aan linkerzijde uit in de Kolyma op 1550 km van de monding daarvan. Aan de monding ligt de naar de rivier vernoemde plaats Sejmtsjan.
De rivier is 158 km lang en vanaf de bron van de langste zijrivier de Rechter-Sejmtsjan 186 km. Het stroomgebied omvat 3600 km². De rivier bevriest in oktober en blijft tot mei of begin juni bevroren. De rivier wordt met name gevoed door smeltwater en zomerregens. Het gemiddeld jaarlijks debiet op 61 km van de monding bedraagt volgens observaties tussen 1940 en 1988 35,24 m³/sec. In de rivier zwemmen onder andere baars, pos, kwabaal, vlagzalm, Catostomus catostomus catostomus en Prosopium cylindraceum.
De eerste vermelding van de rivier werd in 1901 gemaakt door de sotnik (kozak) Nikolaj Berjozkin. In 1928 werd een eerste kaart van de rivier gemaakt door een expeditie onder leiding van hydroloog Ivan Molodych.